# Гвоздичный минёр
Гвоздичный минёр (лат. Amauromyza flavifrons)  — вид двукрылых из семейства минирующих мух.

## Описание
Длина крыла у самцов 1,8-2,3 мм, у самок 2,0-2,4 мм. Тело оранжевой окраски разной интенсивности. Голова в основном жёлтая. Высота глаза в 3,9-4,7 раза больше высоты щек. Третий членик усиков светло-коричневый или коричневый (за исключением основания) почти круглый, с крошечным пучком волосков на вершине. На вдоль внутреннего края глаз обычно имеется две или три нижние и две или три верхние орбитальные щетинки. Орбитальные волоски короткие, темные и прямые, но иногда более крупнее и выглядят как более короткие дополнительные нижние орбитальные щетинки. Глазковые и заглазковые щетинки такой же длины, как верхние орбитальные. Затылок темно-коричневый. Грудь темно-коричневая со слабым налетом опыления. На среднеспинке имеются четыре пары дорсоцентральных щетинок, одна из которых находится перед поперечным швом. Акростихальные волоски на среднеспинке в четырёх-пяти разрозненных рядах. Жужжальца желтые. Край калиптера и волоски на нём коричневые. Ноги тёмно-коричневые с жёлтой вершиной бедер передних ног. Брюшко тёмно-коричневое.

## Биология

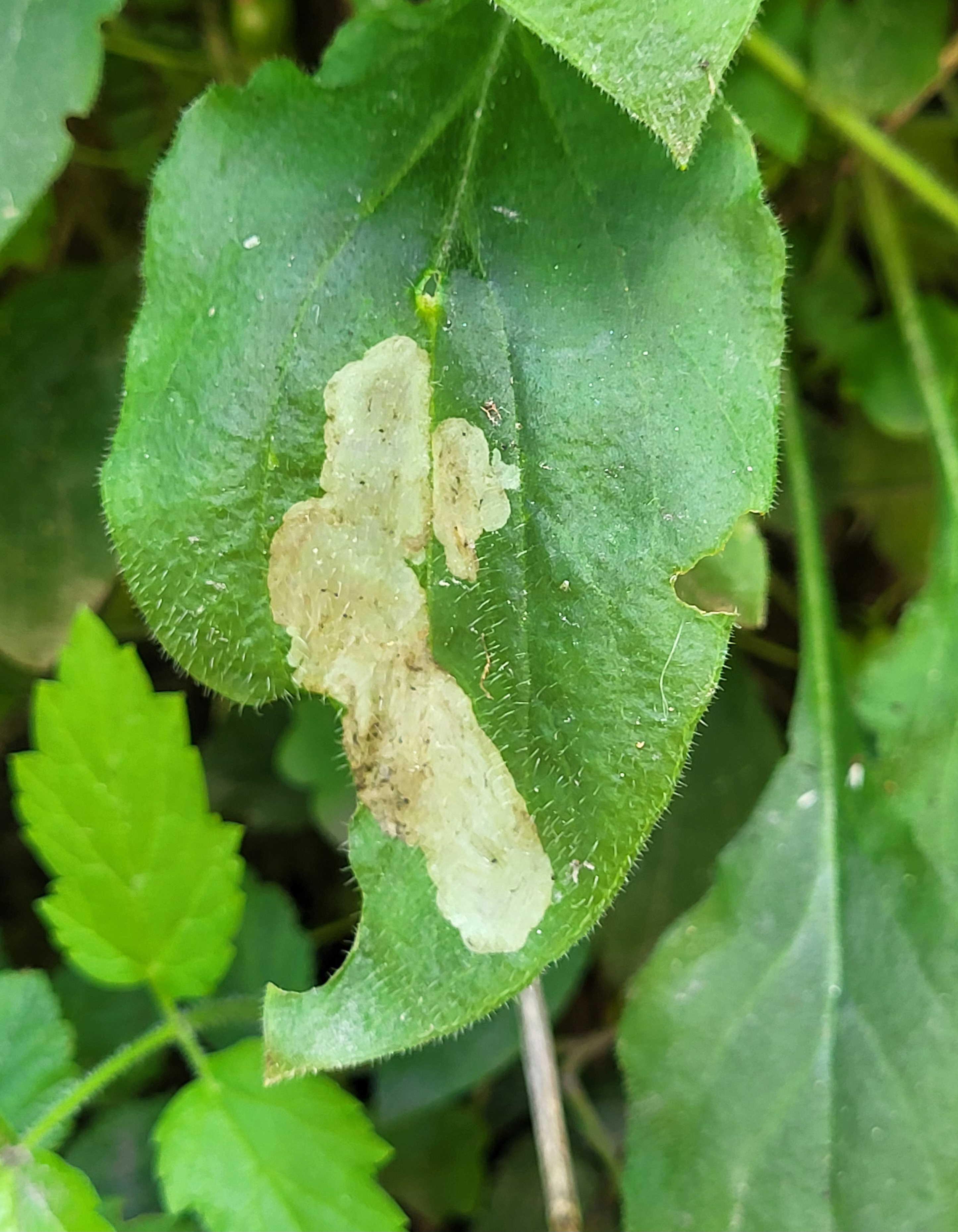
Мины Amauromyza flavifrons на лихнисе

Личинки развиваются на растениях семейств амарантовые, маревые и гвоздичные.

## Распространение
Вид описан по экземплярам собранным в Германии, встречается в Европе, Северной Африке (Тунис) и Азии на восток до Северной Кореи. Широко распространён в США и Канаде, куда вероятно недавно завезен с культурными гвоздиками.